# Turordningsbaserade strategispel

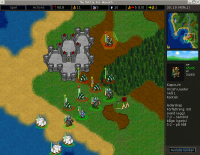
Skärmdump ur Kampen om Wesnoth, ett turordningsbaserat strategispel med fri programvara.

Turordningsbaserade strategispel, Omgångsbaserade strategispel, på engelska turn-based strategy, förkortat TBS, är en datorspelsgenre och undergenre till Strategidatorspelen. Den här typen av spel spelas på liknande sätt som många brädspel, där varje spelare har en plats i en turordning och kan bara agera när det är dennes tur, snarare än att dess utveckling sker dynamiskt i realtid. 
Turordningsbaserade spel utmärker sig genom att spelaren gör sina drag i lugn och ro och utan tidspress (om man inte har tid på sig att göra drag). När spelaren är klar avslutar denne omgången och de andra spelarna gör sina drag. Ibland spelar man dock med timer eller andra regler för att öka tempot. Spelen är ofta komplexa och mycket detaljerade.

## Varianter och exempel
Efter en inledande period av att konvertera brädspel till datorspel, började företag att utnyttja datorernas beräkningskraft för att utveckla nya och mer komplicerade spel. Ett av de främsta exemplen är Sid Meier's Civilization, som gav upphov till en lång rad uppföljare och verkade som inspiration för andra utvecklare. Andra exempel är X-COM, Heroes of Might and Magic, och Total War. Total War är även en av många serier som blandar turordningsbaserade spelmoment med realtidsstrategi.

### Turordningsbaserade taktiska strategispel
Dessa spel låter spelaren klara sina mål med begränsade resurser och innehåller ofta en realistisk (eller trovärdig) representation av militär taktik. Några exempel på spel i denna genre är Poxnora, Silent Storm, Steel Panthers: World at War! och UniWar.